# Gustavo Oliveira
Gustavo Batista de Oliveira (Carapicuíba, 25 de setembro de 2002), conhecido como Gustavo Bala Loka, é um ciclista brasileiro que representa o Brasil no BMX. Terminou em 6º lugar nos Jogos Olímpicos de 2024.

## Carreira
Gustavo nasceu na Cohab 2, periferia de Carapicuíba. Ele começou aos sete anos. Na pista Caracas Trail, em Carapicuíba, Gustavo Bala Loka fez suas primeiras pedaladas no BMX dirt jump, esporte praticado em rampas de terra. Após assistir a um campeonato em Carapicuíba, o menino pediu ao pai uma bicicleta BMX. Na época, as bicicletas de 16 polegadas não eram fabricadas no Brasil e importar era algo fora da realidade financeira da família. Por isso, precisaram usar a criatividade e improvisar. O pai de Gustavo foi até um ferro-velho em Osasco, encontrou uma bicicleta, pegou peças de BMX e colocou na bicicleta que não era para BMX, para que seu filho pudesse praticar o esporte. Seu apelido, "Bala Loka" surgiu quando ele estava aprendendo e correndo riscos. Ao pedalar a toda velocidade para tentar pular uma rampa, Gustavo perdeu o controle, calculou mal e caiu direto. Acordou mais tarde, assustado, caído no chão, com o pai jogando água na cara dele. Seus amigos diziam que ele pedalava como uma bala, como um louco, e a combinação lhe deu o nome que o acompanha até hoje.
Em 2016, foi convocado pela Confederação Brasileira de Ciclismo (CBC) para participar pela primeira vez de um Campeonato Mundial.
Em 2017, aos 15 anos, venceu uma etapa da Copa do Mundo de BMX Freestyle na China.
A modalidade BMX park esteve pela primeira vez nos Jogos Olímpicos em Tóquio 2020. Nesta edição, o Brasil não conseguiu classificar representantes tanto na categoria masculina quanto na feminina. Bala Loka, que começou a surgir a partir de 2020, passou a focar em Paris 2024.

### 2021-24
Nos Jogos Sul-Americanos de 2022 realizados em Assunção, no Paraguai, conquistou a medalha de bronze no BMX Livre.
No Campeonato Pan-Americano de BMX Park Freestyle de 2022, realizado em novembro, em Lima, no Peru, Gustavo obteve a medalha de bronze. O argentino José Torres conquistou o título. A medalha de prata foi para o peruano Job Montañez.

No início de 2023, obteve a medalha de bronze no Campeonato Pan-Americano de BMX, atrás apenas do venezuelano Daniel Dhers, prata nos Jogos Olímpicos de Tóquio 2020, e do costarriquenho Kenneth Tencio, vice-campeão no Campeonato Mundial de Ciclismo Urbano da UCI de 2018. Em julho de 2023, garantiu o primeiro Top 10 do Brasil em uma etapa de Copa do Mundo.
Em agosto de 2023, estando na 12ª posição no ranking internacional do BMX Freestyle Park, Gustavo participou do Campeonato Mundial de Ciclismo Urbano da UCI de 2023 que aconteceu em Glasgow, na Escócia, onde terminou na décima colocação.
No Jogos Pan-Americanos de 2023 realizado em Santiago, Chile, conquistou a medalha de bronze no BMX Estilo Livre.
Em dezembro de 2023, foi indicado pelo COB (Comitê Olímpico Brasileiro), como o melhor do país na categoria BMX Ciclismo Livre, durante o Prêmio Brasil Olímpico de 2023.
Em 2024, ele participou de duas etapas da Série de Classificação Olímpica, entre 16 e 19 de maio, em Xangai, e entre 20 e 23 de junho em Budapeste. Na primeira etapa, em Xangai, ele terminou na 8a colocação.  Em Budapeste, ele ficou na quarta posição geral, e com isso obteve  uma das seis vagas para os Jogos Olímpicos. 

### Jogos Olímpicos de 2024
Nos Jogos Olímpicos de 2024, sendo o primeiro brasileiro na história a competir no BMX Freestyle masculino em Olimpíadas, se classificou para a final em 8º lugar. Na final, chegou a estar em 3º até o final da primeira rodada. Terminou em um histórico 6º lugar geral.